# Karel Fransman
Karel Amatus Jan Fransman (Ninove, 20 juni 1902 - 25 december 1986) was een Belgisch volksvertegenwoordiger.

## Levensloop
Fransman, handelaar van beroep, was van 1932 tot 1938 en opnieuw vanaf 1944 gemeenteraadslid van Ninove. Van 1932 tot 1938 was hij er ook schepen.
Hij werd katholiek volksvertegenwoordiger voor het arrondissement Aalst van 1939 tot 1946 en, voor de CVP-PSC, van 1949 tot 1954.
In 1937 kwam Fransman ongedeerd uit een zwaar auto-ongeval. Hij greep deze gebeurtenis aan om in de Sint-Kristoffelkerk van Pollare een hernieuwde devotie tot de heilige Kristoffel in het leven te roepen. Hij werd de actieve secretaris van de broederschap en later de voorzitter. Jaarlijks wordt in de kerk van Pollare een plechtigheid georganiseerd met autowijding en een tweede met fietsenwijding. De 75ste wijding vond plaats in 2012, voorgezeten door bisschop Luc Van Looy.